# Jämna plågor
För andra betydelser, se Jämna plågor (olika betydelser).
Jämna plågor (engelska: My Family) är en brittisk sitcom som sändes på BBC One från 2000 till 2011. Serien är skapad av amerikanen Fred Barron. Serien handlar om den fiktiva medelklassfamiljen Harper, som bor i västra London.
I Sverige visades den första säsongen på SVT 2002 med repris året efter. Den har senare visats på BBC Entertainment och Kanal 9, då med originaltiteln My Family.

## Handling
Handlingen kretsar kring familjen Harper som bor i Chiswick, West London. Susan Harper (Zoë Wanamaker) är en kämpande skådespelare som försörjer sig på att guida i London, hon är gift med Ben Harper (Robert Lindsay) som är tandläkare med egen praktik. De lever i ett typiskt brittiskt hus tillsammans med sina tre barn, Nick (Kris Marshall), Janey (Daniela Denby-Ashe) och Michael (Gabriel Thomson). Handlingen bygger i huvudsak på att Susans och Bens barn har vilda projekt för sig, Susan som är kontroll-freak försöker få sin man att ta itu med saker och ting, men Ben har sedan länge gett upp det mesta och vill helst sitta ifred och läsa sin tidning. Två av barnen lämnar sedan serien, Janey börjar på universitetet, men hoppar av och flyttar hem igen, Nick flyttar efter att han skaffat sig en egen lägenhet.

## Medverkande i urval
- Robert Lindsay – Ben Harper (118 avsnitt, 2000–2011)
- Zoë Wanamaker – Susan Harper (116 avsnitt, 2000–2011)
- Kris Marshall – Nick Harper (47 avsnitt, 2000–2009)
- Daniela Denby-Ashe – Janey Harper (95 avsnitt, 2000–2011)
- Gabriel Thomson – Michael Harper (115 avsnitt, 2000–2011)
- Keiron Self – Roger Bailey (60 avsnitt, 2002–2011)
- Siobhan Hayes – Abi Harper (59 avsnitt, 2002–2009)
- Rhodri Meilir – Alfie Butts (31 avsnitt, 2005–2009)